# إطار (ذكاء اصطناعي)
الإطار بنية بيانات ذكاء اصطناعي تستخدم لتقسيم المعرفة إلى هياكل أساس من خلال تمثيل «الصورة النمطية». اقترحها مَرفن مِنسكي في مقالته عام 1974 بعنوان «إطار لتمثيل المعرفة». الإطارات هي بنية البيانات الأساس المستخدمة في لغات إطارات الذكاء الاصطناعي؛ تُخزن على شكل أنطولوجية للمجموعات.